# رادرفوردیم-۲۶۰
رادرفوردیم-۲۶۰ یکی از ایزوتوپ‌های رادرفوردیم است که نیمه‌عمری معادل ۲۱ یا ۲۸ میلی ثانیه دارد و به‌طور کلی با شکافت خود به خودی تجزیه می‌شود هرچند که در برخی موارد واپاشی آلفا آن نیز رصد شده‌است.

در سال ۱۹۷۷ دانشمندان روسی در مؤسسه مشترک تحقیقات هسته‌ای واقع در دوبنا، برکلیم (۲۴۹Bk) نیتروژن (۱۴N) را ترکیب کردند، ولی در سال ۱۹۸۵ تأیید نمودند که محصول واکنش ۲۶۰Rf بوده و واپاشی آن از نوع شکافت خود به خود و نیمه‌عمر آن ۲۸ میلی‌ثانیه است.
{\displaystyle \mathrm {^{249}_{97}{Bk}+_{7}^{14}N\rightarrow _{104}^{260}Rf^{*}+3_{0}^{1}n} }
گروه مؤسسه مشترک تحقیقات هسته‌ای در سال ۲۰۰۰ اعلام کردند که از یک واکنش همجوشی هسته‌ای برای ساخت رادرفوردیم استفاده کردند. آن‌ها ۲۵۶No را مشاهده کردند که محصول واپاشی ۲۶۰Rf بوده‌است؛ و یک اتم ۲۵۹Rf را — که خود تجزیه شد — نیز رصد کردند. از این رو آزمایش را بارها تکرار کردند ولی نتایج متفاوتی به‌دست آمد. این امر باعث مداخلهٔ آزمایشگاه ملی لارنس برکلی برای تکرار آزمایش نیز شد تا محصول این آزمایش مشخص شود. در نهایت ۴ ایزوتوپ متفاوت ۲۶۱Rf, ۲۶۰Rf، ‏۲۵۹Rf, ۲۵۸Rf به‌دست آمد.
{\displaystyle \mathrm {^{238}_{92}U+_{12}^{26}Mg\rightarrow _{104}^{264}Rf^{*}} \rightarrow {\begin{cases}\mathrm {^{261}_{104}Rf+3_{0}^{1}n} \\\mathrm {^{260}_{104}Rf+4_{0}^{1}n} \\\mathrm {^{259}_{104}Rf+5_{0}^{1}n} \\\mathrm {^{258}_{104}Rf+6_{0}^{1}n} \end{cases}}}